# Convención de admiradores

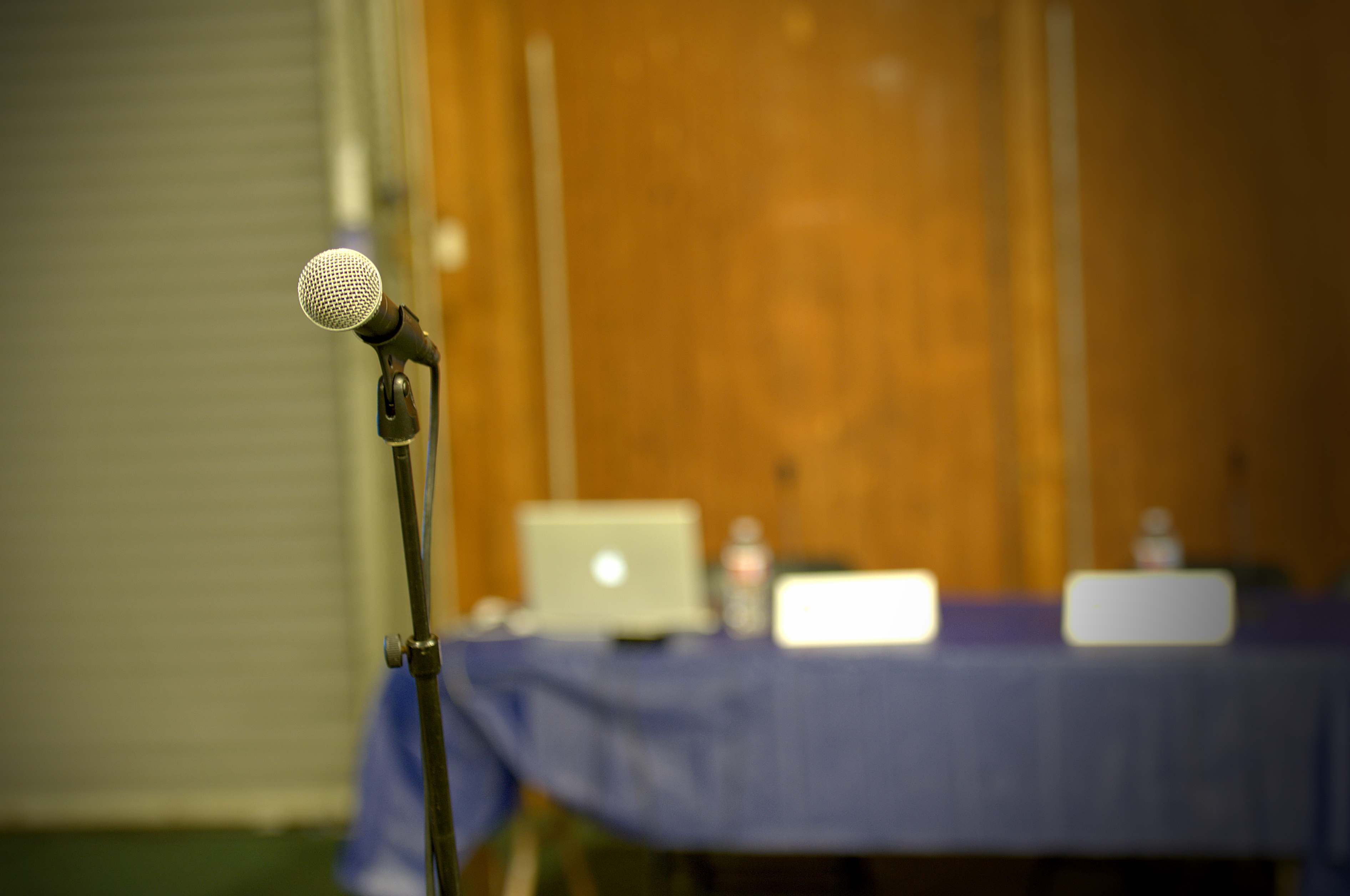
En las convenciones de admiradores, la audiencia es a menudo invitada a formar cola y preguntar usando un micrófono.

Una convención de admiradores, o con (término inglés, abreviación de convention, "convención", el cual antedata de 1942), es un evento en donde los admiradores de una película, serie de televisión, comic book, actor o un género, en particular de entretenimiento tales como la ciencia ficción o el anime y manga, se reúnen para participar y llevar a cabo programas y otros eventos, y para conocer expertos, personalidades famosas u otros. Algunos también incorporan actividad comercial.
Las convenciones de admiradores son tradicionalmente organizadas por fanes sin ánimo de lucro, aunque algunos eventos que cubren las necesidades de los admiradores son ejecutadas para intereses comerciales con un objetivo de lucro. Muchas convenciones tienen presentaciones de premios relacionados con su género, tales como los premios Hugo, que fueron presentados en la Convención Mundial de Ciencia Ficción (WorldCon) desde 1953.
En eventos comerciales, los intérpretes entregan autógrafos a los admiradores, a veces a cambio de una presentación honoraria, y a veces quizás para interpretar canciones que no tuvieron relevancia para espectáculos o de lo contrario para entretener a los admiradores. Las convenciones comerciales son usualmente bastante cara y son alojadas en hoteles. A menudo hay fuertes medidas de seguridad en las celebridades para proteger contra los aficionados potencialmente fanáticos. Tales características no son comunes en convenciones de ciencia ficción tradicionales, que son más orientadas hacia la ciencia ficción como un modo de literatura, más que hacia los medios de comunicación visual, y no incluyen un pago para la aparición de personalidades famosas, y mantienen una apariencia menos clasicista entre los profesionales y los admiradores. Las convenciones de animes, de videojuegos, de música filk y furry son consideradas en ciertos casos como derivados de las convenciones de ciencia ficción, que empezó a finales de los años 30.

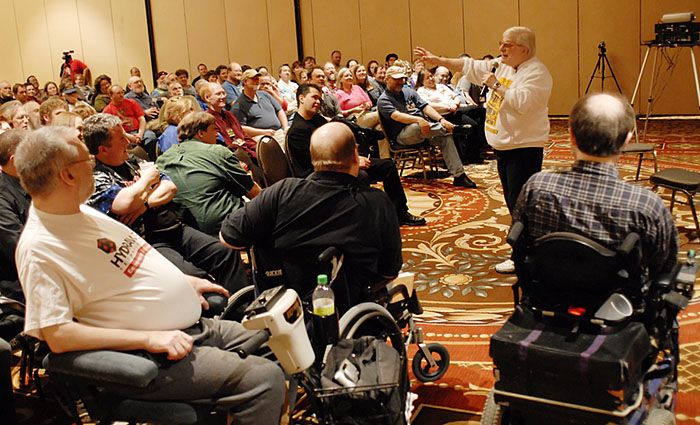
Harlan Ellison hablando en la Minicon 41, el 13 de abril de 2006.

Mientras el uso de trajes — incluso en una competición de trajes (conocida en los Estados Unidos como un «mascarada»)— ha sido una característica adicional en las convenciones de ciencia ficción tradicionales desde que Forrest J. Ackerman vistió uno durante la primera edición de Convención Mundial de Ciencia Ficción en 1939, esto nunca ha sido un rasgo dominante de aquellos eventos. Desde la cobertura de prensa de las convenciones de anime y cómics ha surgido la imagen generalizada de la tendencia de los aficionados a vestirse como sus personajes favoritos en elaborados trajes (conocido como cosplay en la terminología anime) que son caras o requieres mucho tiempo en elaborarlas.